# TGV postal
,,,
Le TGV postal est un train à grande vitesse (TGV) aux couleurs de La Poste et de la Société nationale des chemins de fer français (SNCF), en livrée jaune, qui circulait de nuit pour transporter une partie du courrier et des colis, entre Paris, Mâcon et Cavaillon. Ils sont construits en même temps que la famille des TGV Sud-Est.
Composé à l'origine de cinq demi-rames, le parc est augmenté d'une rame par la transformation d'une rame voyageurs du parc TGV Sud-Est.
Compte tenu de la baisse continue du trafic du courrier et de la concurrence routière, La Poste met fin à leur exploitation en 2015.
Les TGV postaux effectuent leurs dernières circulations commerciales le samedi 27 juin 2015.

## Histoire

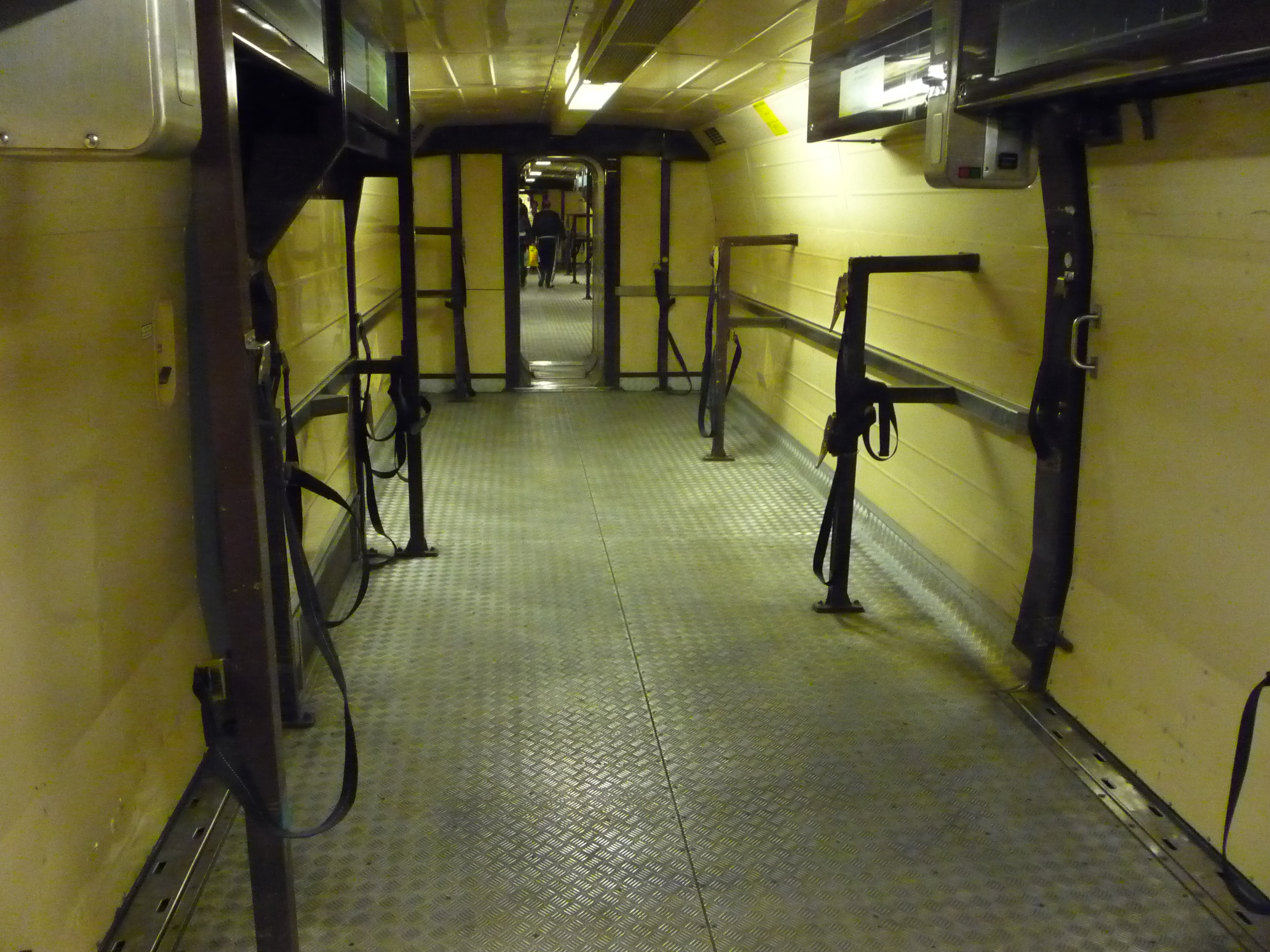
L'intérieur du TGV Postal.

À l'origine, le parc était composé de cinq demi-rames permettant de composer deux rames en service et une demi-rame en entretien. La transformation de la rame TGV PSE no 38 en rame postale a permis de porter le parc à sept demi-rames et donc trois rames en service. Il était envisagé de modifier une rame PSE supplémentaire mais la baisse du trafic courrier a ajourné ce projet.
En 2009, La Poste a réduit le trafic des TGV postaux de huit à six rotations quotidiennes, dans un contexte de baisse de l'activité courrier (concurrence d'Internet) au profit de l'activité bancaire et de colis. Pour ces mêmes raisons, l'exploitation de ces rames a été arrêtée le 27 juin 2015, le volume transporté de courrier ne remplissant plus une rame TGV, rendant son exploitation déficitaire.
Les 20 et 21 mars 2012, une rame postale a été utilisée pour une démonstration dans le cadre du projet de transport de marchandises à grande vitesse Euro Carex. Elle a relié les gares de Lyon-Saint-Exupéry TGV, d'Aéroport Charles-de-Gaulle 2 TGV et de Londres-Saint-Pancras,.

## Exploitation

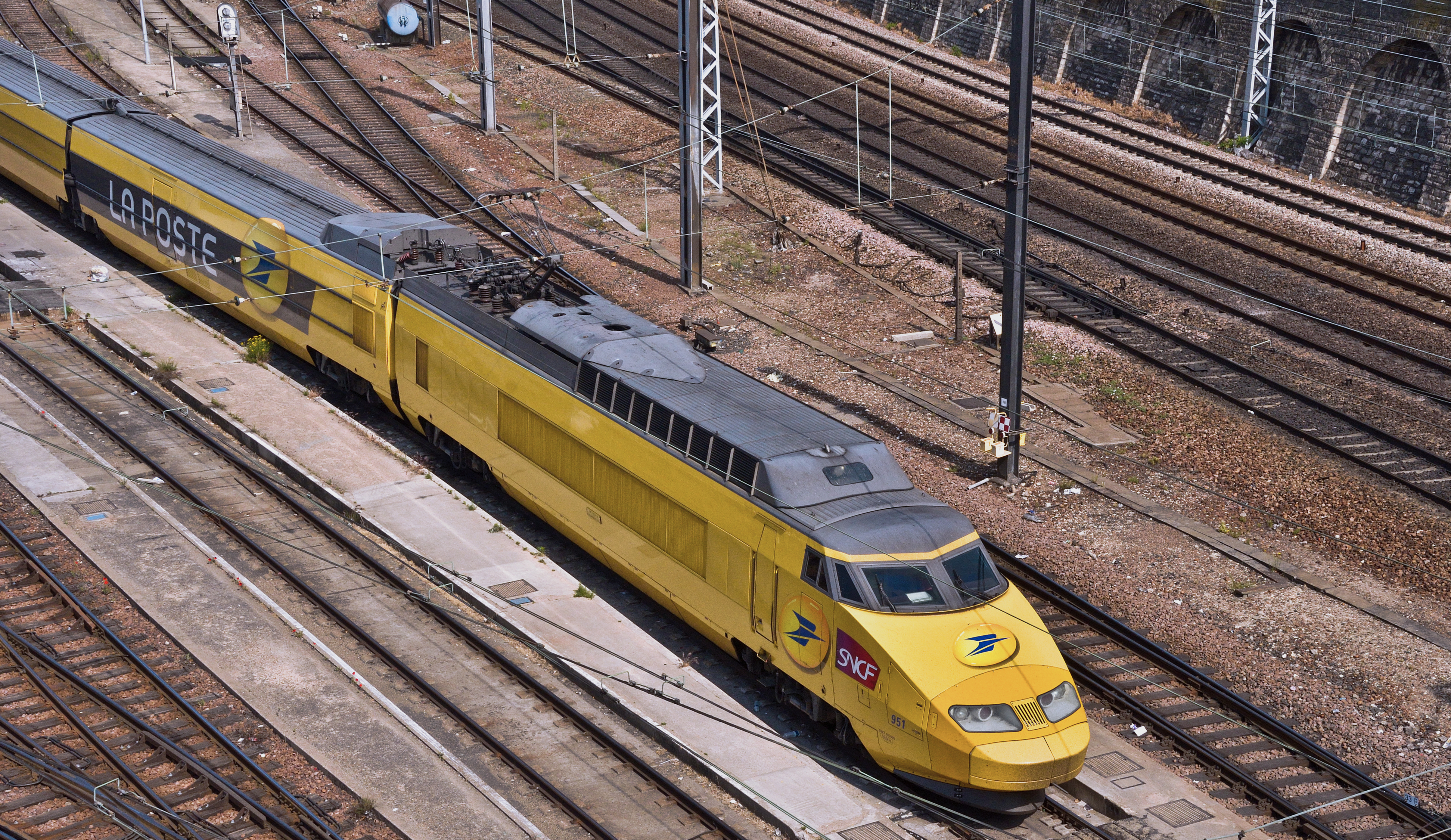
TGV postal au Technicentre Sud Est Européen.

La motrice de la demi-rame de réserve permet aussi de pallier les défaillances des rames TGV Sud-Est en sus de la motrice de réserve TGV PSE (ex rame 70). On peut ainsi occasionnellement voir une rame voyageur tractée ou poussée par une motrice jaune, même si celle-ci est limitée à 270 km/h, et équipée de la TVM 430.
Le principe des caisses portées du TGV peut poser un problème pour garer une demi-rame seule (une extrémité se retrouvant sans bogie). Un bogie de Corail modifié permet de laisser la demi-rame de réserve sur voie lorsqu'elle n'est pas utilisée et d'effectuer les acheminements vers l'atelier de Bischheim.
Le couplage en unité multiple est autorisé uniquement entre rames TGV postal entre elles ou avec une rame TGV Sud-Est.

## Dépôt titulaire
| Demi-rame | Motrice           | Mise en service   | Radiation       | Dépôt         |
| --------- | ----------------- | ----------------- | --------------- | ------------- |
| 951       | 923001            | 1er octobre 1984  | 23 octobre 2015 | Paris Sud-Est |
| 951       | 923006 (ex-23075) | 23 septembre 1993 | 23 octobre 2015 | Paris Sud-Est |
| 952       | 923003            | 1er octobre 1984  | 23 octobre 2015 | Paris Sud-Est |
| 952       | 923005            | 1er octobre 1984  | 23 octobre 2015 | Paris Sud-Est |
| 953       | 923004            | 1er octobre 1984  | 23 octobre 2015 | Paris Sud-Est |
| 953       | 923002            | 1er octobre 1984  | 23 octobre 2015 | Paris Sud-Est |
| 954       | 923007 (ex-23076) | 23 septembre 1993 | 23 octobre 2015 | Paris Sud-Est |

## Modélisme
- Cette rame a été reproduite en HO par les firmes Jouef et Lima. C'est en avril 2015 que la firme Jouef a sorti un TGV postal dans sa dernière livrée. La reproduction souffre de quelques défauts comme l'absence de pupitre de conduite en cabine ou des défauts au niveau des bogies[13].

## Préservation
- La demi-rame 954 (ex TGV SE 23076) composée de la motrice n°923007 et de ses 4 remorques ainsi que du bogie de voiture Corail modifié, sont préservés au Technicentre Sud-Est Européen (TSEE) de Villeneuve-Saint-Georges[réf. souhaitée] et ont été acheminés le 12 mars 2025 chez un ferrailleur[14].

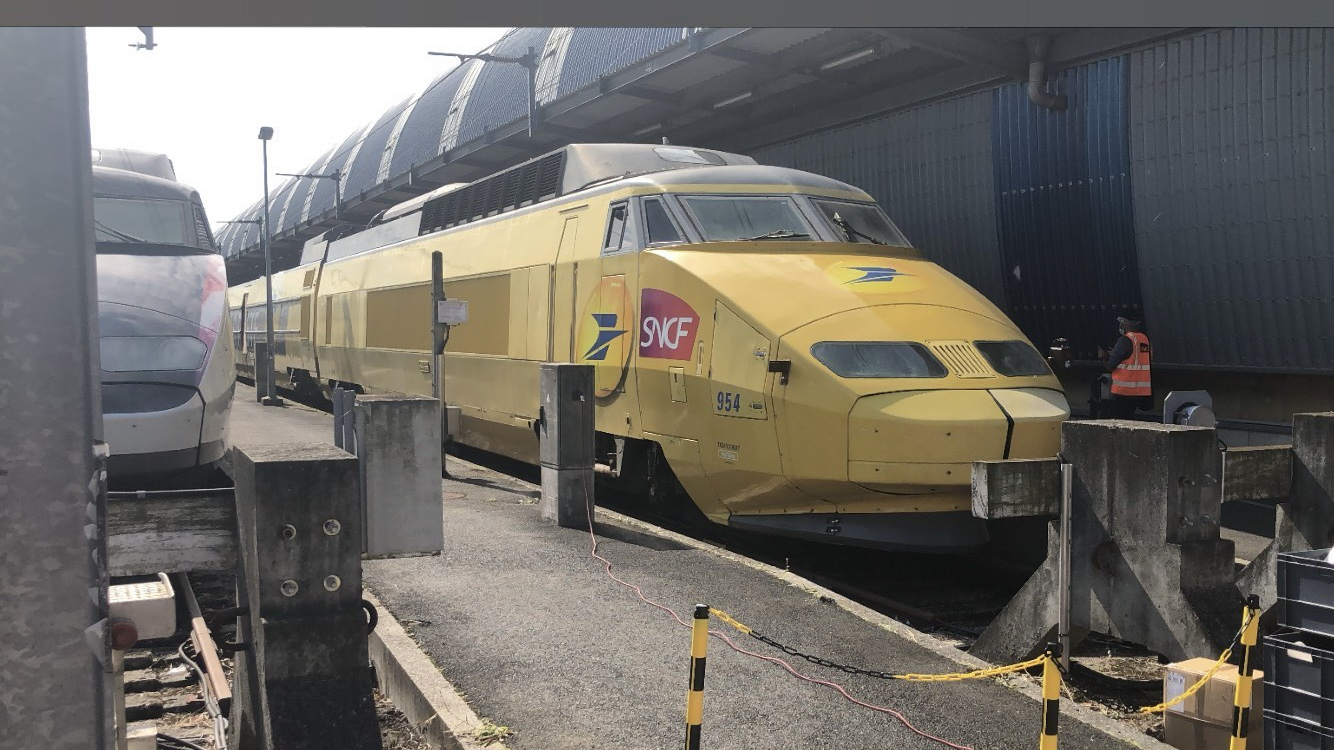
TGV Postal présenté au TSEE de Villeneuve St-Georges lors des JEP 2021.